# Romeo Niram
Romeo Niram (nascido em 1974), é um pintor judeu com actividade em Portugal. Realizou várias exposições  em Portugal e está representado em colecções particulares da Turquia, Espanha, Israel, Alemanha, Portugal, Roménia.

## Actividade jornalística
Em 2004, fundou o primeiro jornal cultural bilingue de Portugal: Diáspora, cuja contribuição para a cultura lusófona foi evidenciada no Dicionário Temático da Lusofonia. 
Em 2005, fundou a revista Niram Art, que publica artigos, crónicas e informações do mundo da arte em espanhol, português, inglês e romeno. O objectivo da revista é a criação de relações privilegiadas entre artistas, coleccionadores e galerias de toda a Europa, mediante apresentações e entrevistas com artistas, com galeristas, e divulgação de galerias de arte. Em 2007, a revista Niram Art foi distinguida com o Troféu MAC Imprensa, Movimento Arte Contemporânea de Lisboa (MAC).

## Obras
A série de pinturas intitulada “Ensaio sobre a Lucidez”, representa uma incursão complexa no mundo da arte. São abordadas várias formas de expressão artística, tão diferentes entre si mas justapostas pelo pincel do pintor: pintura, literatura, filosofia, arquitectura, cinematografia. 
Desde a pintura inicial “Crime e Castigo”, uma expressão plástica do mundo decadente do livro homónimo de Dostoievski, a série cresceu com obras evocando Luís de Camões, Fernando Pessoa, José Saramago. As telas do pintor Romeo Niram transformaram-se numa abreviada história dos momentos mais importantes da literatura portuguesa. A série continua com a evocação do grande pintor português Lima de Freitas, na paisagem arquitectónica moderna da Praça Dom Pedro IV e com um retrato da pintora portuguesa Paula Rego.
“Ensaio sobre Oliveira e Tréfaut” fala sobre a sétima arte, a cinematografia, vista com os olhos de um pintor e centrando-se nas figuras do cineasta Manuel de Oliveira e do realizador de documentários Sérgio Tréfaut. 
Destaca-se "O Retrato de Fernando Pessoa", (apresentado ao público português na exposição organizada pela Câmara Municipal de Lisboa, em Outubro de 2006) uma visão pictórica fragmentada de modo a evidenciar a complexa personalidade do poeta. Estamos perante, aparentemente dois retratos, reunidos pela técnica pictural comum, mas diferenciados tanto pelo espaço de água azul que os separa, como pela simbologia escondida atrás de cada um destes retratos.
O primeiro retrato é o de Fernando Pessoa, sendo a figura do poeta o que parece ter imposto a escolha da forma de fragmentação da figura humana. O porquê desta escolha reside na complexa personalidade do poeta, conhecido pela criação dos seus heterónimos (Alberto Caeiro, Ricardo Reis, Álvaro de Campos). 
Transpondo em pintura estas características de Fernando Pessoa, Romeo Niram cria uma ligação estreita entre palavras e imagens, entre poesia e pintura, mediante as figuras fragmentadas, e também mediante a construção do próprio quadro, que também é fragmentado em dois." A fragmentação do quadro leva ao segundo retrato.